# Tetrapterys
Tetrapteris é um género botânico pertencente à família Malpighiaceae.